# アルザスの風景
組曲『アルザスの風景』（アルザスのふうけい、仏：Scènes alsaciennes）は、ジュール・マスネが1881年に作曲した管弦楽用組曲。演奏時間は約23分。

## 概要
マスネの7曲の管弦楽組曲のうち最後に完成された曲である。1870年から翌年にかけて行われた普仏戦争の際、マスネは兵士としてアルザスに駐留し、後年になって当時の印象を楽曲にまとめたのが本作とされる。アルザスの民謡やプロテスタントのコラールを用いて平和な日曜の一日を描いているが、第4曲において軍楽の調べ（帰営ラッパなど）を盛り込ませたりもしている。7つの組曲の中では、第4番に当たる『絵のような風景』と並んで有名である。

## 初演
1882年3月にエドゥアール・コロンヌ指揮コンセール・コロンヌにより初演。

## 編成
フルート、ピッコロ、オーボエ2、クラリネット2、ファゴット2、ホルン4、コルネット2、トロンボーン3、チューバ、信号ラッパ、ティンパニ、スネアドラム、バスドラム、シンバル、トライアングル、鐘、弦五部

## 構成
以下の4曲からなる。
日曜日の朝（Dimanche matin）
木管楽器により日曜の朝の平和な気分が描かれる。次に速度を落としてコラール「目覚めよと呼ぶ声あり」が弦楽器に現れる。もう一度木管が登場し、荘重な雰囲気の中、曲を終える。
酒場で（Au cabaret）
ティンパニの強打により導かれる激しいワルツ。中間部はホルンが活躍する。
菩提樹の下で（Sous les tilleuls）
日曜日の夕暮れを描いた曲とされる。鐘が6時を打ち、独奏チェロ、クラリネットにより抒情的なメロディが奏でられる。
日曜日の夕方（Dimanche soir）
アルザスの民謡旋律を用いた舞曲で始まる。盛り上がりが最高潮に達した時、スネアドラムが打たれ、「帰営ラッパ」が吹かれる。8時の鐘が鳴り響き、ラッパは次第に小さくなり、静寂が訪れる。突然第2曲のワルツが登場、冒頭の舞曲も戻り、興奮の中、曲は終わる。